# Sudetendeutsches Museum
Das Sudetendeutsche Museum ist das zentrale Museum der Sudetendeutschen, der deutschsprachigen Bevölkerung in der Tschechoslowakei (heute Tschechien). Es wurde im Oktober 2020 an der Hochstraße 10 im Münchner Stadtteil Au eröffnet. Es steht unmittelbar neben dem Sudetendeutschen Haus. Das Europäische Museums Forum (EMF) nominierte das Sudetendeutsche Museum für den Preis „Europäisches Museum des Jahres 2023“.

## Beschreibung
Seine Dauerausstellung beschreibt über 1100 Jahre Geschichte, Kunst- und Kulturgeschichte. Jahrhundertelang befand sich die Heimat der Sudetendeutschen in Böhmen, Mähren und Sudetenschlesien, wo sie durch das Zusammenleben dreier Völker – der Deutschen, der Tschechen und der Juden – geprägt wurde. Das Museum befasst sich mit dem Schicksal dieser gemeinsamen Heimat in ihren unterschiedlichen Gesichtspunkten. Texte und Medien sind durchgehend dreisprachig konzipiert.

## Museumsbau

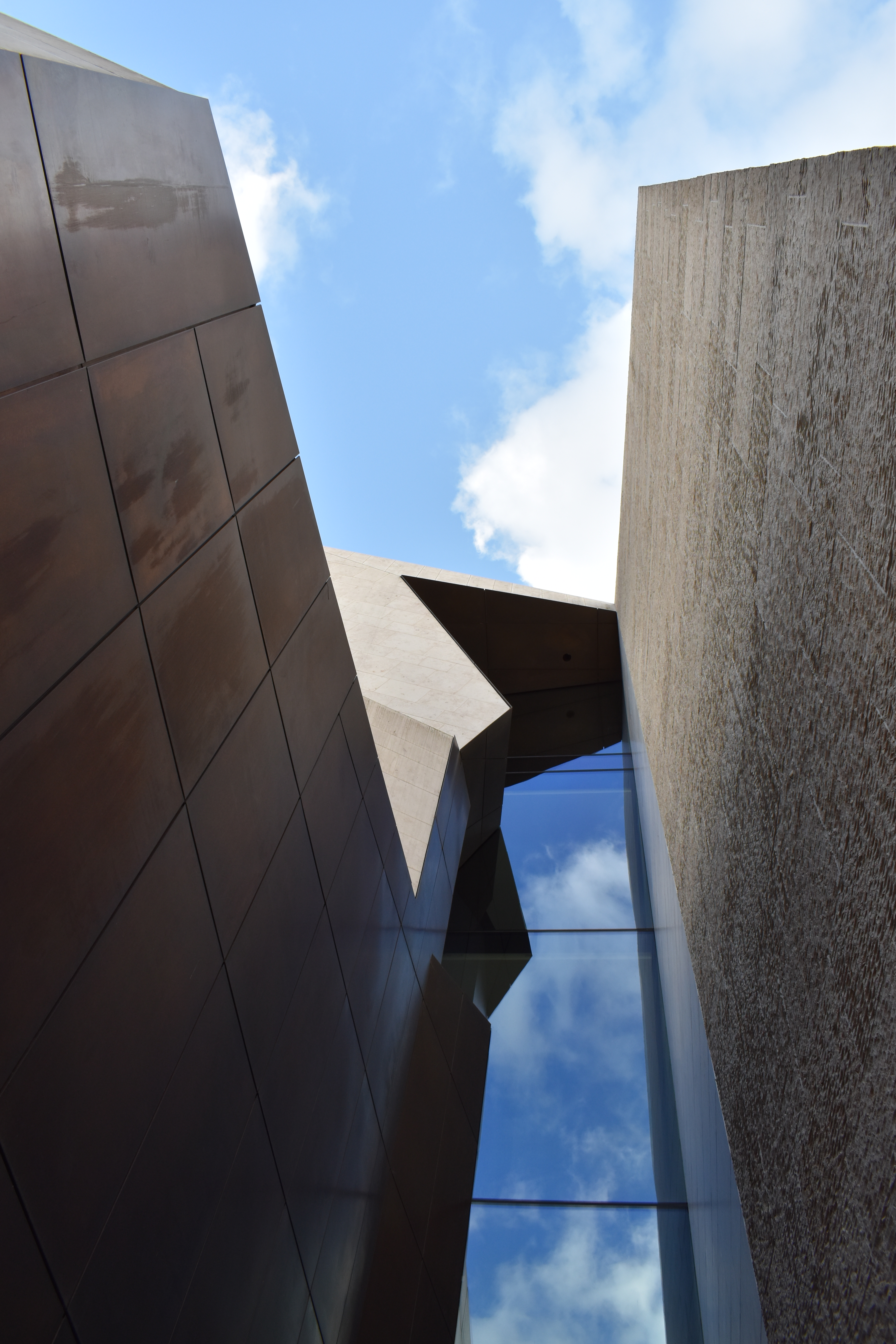
Außenaufnahme

Das 1200 Quadratmeter große, fünfstöckige Gebäude wurde durch das Architekturbüro pmp Architekten realisiert und ist barrierefrei. Es steht am Standort der ehemaligen Gaststätte „Wallenstein Stuben“.
Das Museumsgebäude schließt südlich an das Sudetendeutsche Haus an. Der Baukörper mit heller Sandsteinfassade setzt einen markanten Akzent am Isarhochufer nahe dem Kulturzentrum Gasteig. Er wirkt zur Hochstraße hin monolithisch geschlossen und wird auf der Rückseite durch ein gezacktes Fensterband definiert. Das Innere prägen polygonale Flächen sowie Material- und Oberflächenkontraste: Metallflächen in Messing- und Bronzetönen, Sandstein, dunkles Parkett aus geräucherter Eiche sowie Kopfsteinpflaster im Foyer und Bistro.
Die Ausstellungsbereiche sind schlicht und fensterlos, aber unregelmäßig im Grundriss. Die Ausstellungsfläche verteilt sich auf fünf Ebenen, die die Besucher in der Themenabfolge von oben nach unten durchlaufen. Die Innenarchitektur der Dauerausstellung wurde vom Büro Dr. Ulrich Hermanns in Münster gestaltet.
Im Rahmen des Wettbewerbs der Landeshauptstadt München „Preis für Stadtbildpflege – Bauen und Sanieren in historischer Umgebung“ wurde es 2025 als eines der vorbildlichen Projekte ausgezeichnet.

## Ausstellungen

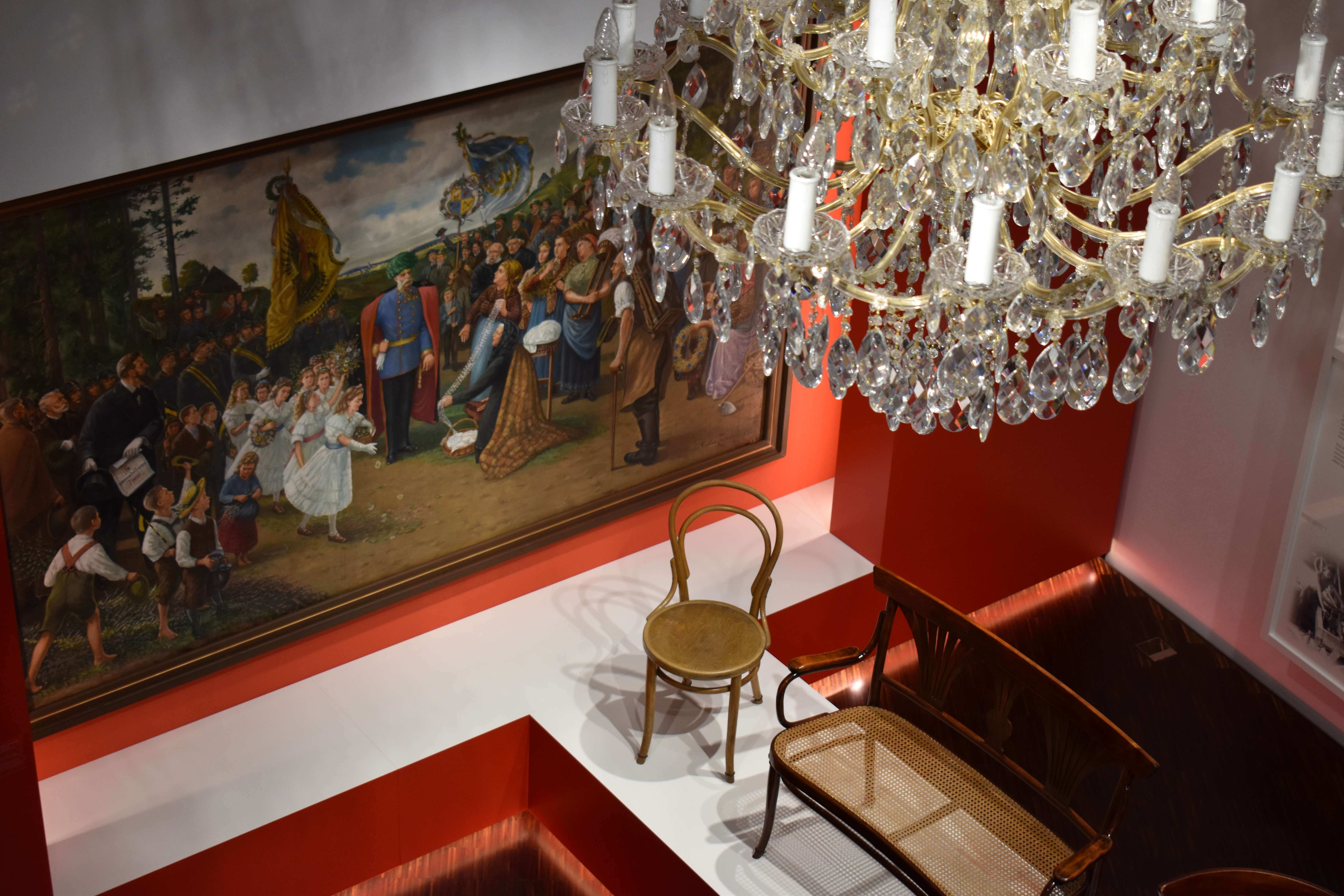
Möbel der Firma Thonet, ein Kristall-Kronleuchter und ein Gemälde von Gustav Zindel bilden den Anfang der Ebene 2 „Wirtschaft und Kultur“.

Die Grundlage des Museums bilden die musealen Sammlungen der Sudetendeutschen Stiftung sowie des ehemaligen Sudetendeutschen Archivs, heute  Sudetendeutsches Institut. Mit Unterstützung der Stiftung wurde von 1998 an gezielt gesammelt und wissenschaftlich inventarisiert. Der Sammlungsbestand befasst rund 42.000 Objekte aus den Bereichen Alltagskultur, Handwerk und Industrie, Politik und Zeitgeschichte sowie Kunsthandwerk, Gemälde und Druckgrafik. Hinzu kommt ein umfangreiches Schriftgut- und Bildarchiv, das das Bayerische Hauptstaatsarchiv betreut.
Das Museum erzählt in seiner Dauerausstellung mit rund 900 Objekten und mehr als 30 Medienstationen und Datenbanken die Geschichte der Deutschen in Böhmen, Mähren und Sudetenschlesien unter dem Leitbegriff „Heimat“. Die Besucher erhalten eine Vorstellung von der kulturellen, religiösen und wirtschaftlichen Lebenswelt in dieser mitteleuropäischen Region vor 1945. Unter dem Titel „Das Ende der Selbstverständlichkeiten“ folgt die Ausstellung den politischen und sozialen Entwicklungen bis hin zur Katastrophe von Krieg, Flucht und Vertreibungen. Die Ausstellung schließt mit der Darstellung des mühsamen Neubeginns und der Integration der vertriebenen Sudetendeutschen.

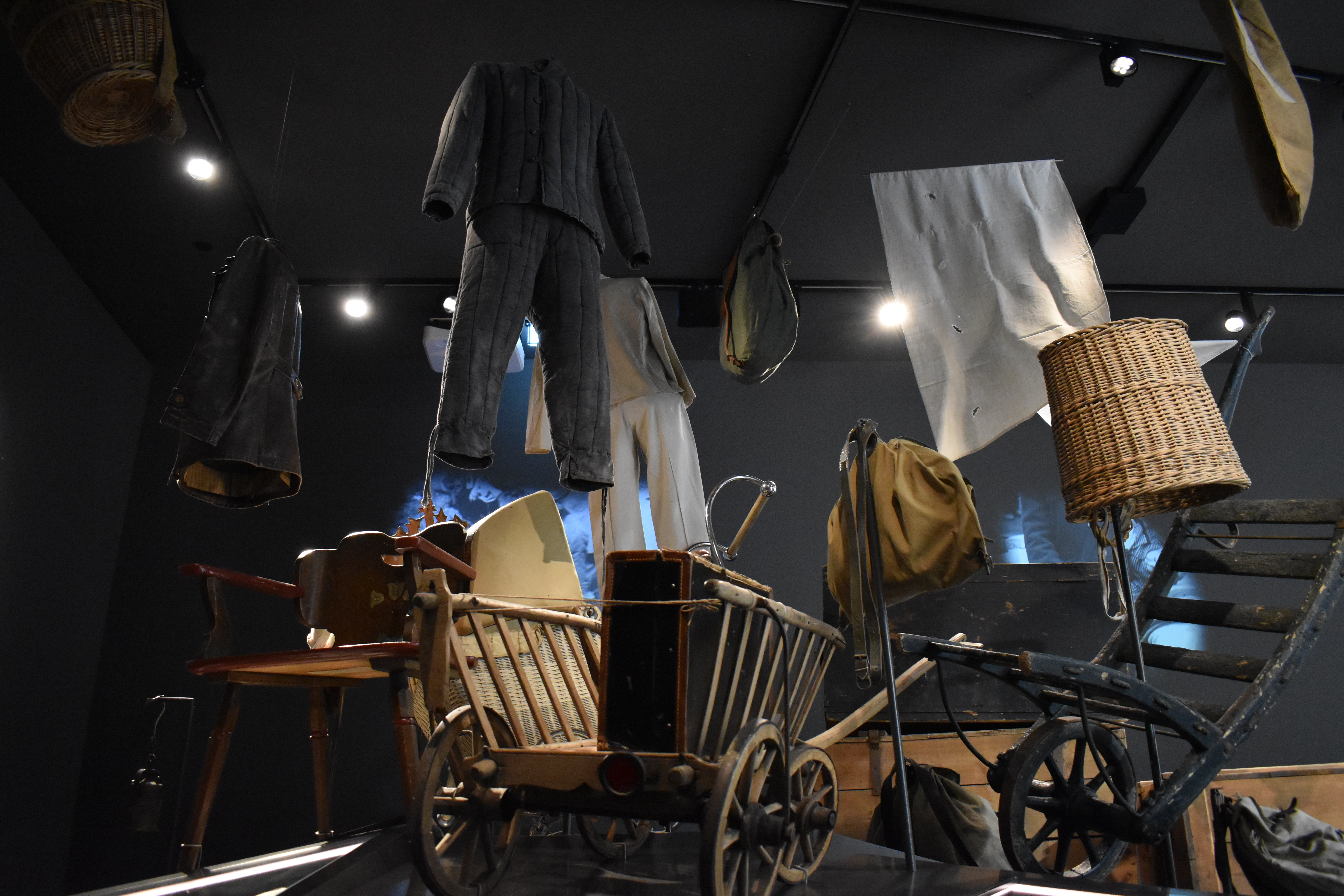
Gegenstände der Vertreibung „wirbeln“ in Ebene 4 durch die Luft. Die Installation verdeutlicht, wie die vertraute Welt der Sudetendeutschen zerbricht.

Neben der Dauerausstellung werden in der Alfred Kubin-Galerie des benachbarten Sudetendeutschen Hauses Sonderausstellungen gezeigt. Die erste Sonderausstellung behandelte 2021 „Werner Reinisch – Von Böhmen in die Ardèche“. „Alles andere ist zu ersetzen… -  Weihnachtskrippen aus Böhmen und Mähren“ war der Titel der zweiten Sonderausstellung von 2021 bis 2022. 2022 zeigte das Sudetendeutsche Museum die Sonderausstellung „Allerley kunststück. Reliefintarsien aus Eger“. Zum 100. Geburtstag des böhmischen Kinderbuchautors Otfried Preußler kuratierte das Museum die Ausstellung „Ein bisschen Magier bin ich schon … Otfried Preußlers Erzählwelten“. 2023/2024 entstand die Sonderausstellung „So ein Theater! Marionetten aus Böhmen und Mähren“. Aus Anlass des 50. Todestages von Oskar Schindler erzählte 2024 das Sudetendeutsche Museum in der Sonderausstellung „Oskar Schindler – Lebemann und Lebensretter“ u. a. die Geschichte seiner Rettungsaktion. Im Jahr 2025 folgte eine Ausstellung über "Ferdinand Porsche und andere Pioniere. Wegbereiter der Mobilität aus Böhmen und Mähren".
Im Altbau steht ein museumspädagogischer Raum für Workshops und Veranstaltungen zur Verfügung. Einen Schwerpunkt bei seinen Veranstaltungen setzt das Museum auf die internationale Verständigung, vor allem mit der Tschechischen Republik und der Vermittlung europäischer Werte, etwa der Menschenrechte. Zu den Veranstaltungen des Museums zählt eine alljährliche Konferenz der Volksgruppen mit dem Titel „Sudetendeutsche Dialoge“, aber auch die Vermittlung der Geschichte anhand von weniger konventionellen Mitteln wie unter anderem Lasershows, Tanz-Performances und der Sandkunst. Sonderführungen, Vorträge und Filmaufführungen runden das Programm des Sudetendeutschen Museums ab.

## Kritik
Laut einem Bericht widmet sich das Museum „weder besonders gründlich“ dem Gauleiter und Reichsstatthalter im Sudetengau Konrad Henlein, noch der Beteiligung der Sudetendeutschen am Holocaust. Auch zu Karl Hermann Frank, einem Sudetendeutschen, der als SS- und Polizeiführer die Massenmorde an Tschechen im damaligen Protektorat Böhmen und Mähren nach dem Attentat auf Reinhard Heydrich verantwortete, würden Informationen fehlen. Dass 90 Prozent der Sudetendeutschen die Henlein-Partei wählten, die den Nazis nahestand, wird mit der Wirtschaftskrise und mit Versäumnissen der tschechoslowakischen Regierung erklärt. „Die Rolle der Sudetendeutschen bei der Zerstörung der Tschechoslowakei und das Zusammenwirken mit der reichsdeutschen Besatzungsmacht wird im Sudetendeutschen Museum zu wenig in den Blick genommen“ sagt Schulze Wessel. Im Gegensatz zu dieser Kritik schätzt eine tschechische Fachstimme die Ausgewogenheit, mit der das schwierige Kapitel des Nationalismus des 19. Jahrhunderts als Kernproblem zwischen Tschechen und Sudetendeutschen behandelt wird.

## Publikationen
Das Museum gibt eine eigene Schriftenreihe heraus, an denen zahlreiche Wissenschaftler mitgewirkt haben. Zu erwähnen ist Heimat Geschichten. Aus den Sammlungen des Sudetendeutschen Museums, Band 1 von Elisabeth Fendl und Klaus Mohr herausgegeben, zudem zwei Kataloge zu Sonderausstellungen. Dazu zählen „Alles andere ist zu ersetzen … - Weihnachtskrippen aus Böhmen und Mähren.“ (Band 2 von Klaus Mohr) sowie der Begleitband zur Ausstellung Allerley kunststück – Reliefintarsien aus Eger von Eva Haupt, Jochen Voigt und Sybe Wartena. 2022 ist der Kurzführer Sudetendeutsches Museum – Kurzführer durch die Dauerausstellung des Sudetendeutschen Museums von Stefan Planker herausgegeben in den Sprachen Deutsch, Tschechisch und Englisch erschienen. Zu einer Sonderausstellung über das Leben und Werk des böhmisch-bayerischen Kinderbuchautors Otfried Preußler erschien Teil 4 der Schriftenreihe „Ein bisschen Magier bin ich schon … Otfried Preußlers Erzählwelten“ in deutscher und tschechischer Sprache. Band 5 hatte die Ausstellung "So ein Theater! Marionetten aus Böhmen und Mähren aus der Sammlung Naefe" zum Thema. Den sechsten Teil veröffentlichte das Museum zu seiner Sonderausstellung „Oskar Schindler – Lebemann und Lebensretter“. Es schloss daran Teil 7 an, "Ferdinand Porsche und andere Pioniere. Wegbereiter der Mobilität aus Böhmen und Mähren".